# Moyogalpa
Moyogalpa är en kommun (municipio) i Nicaragua med 10 284 invånare (2012). Den ligger på ön Ometepe i Nicaraguasjön i den södra delen av landet, i departementet Rivas. Kommunen har omfattande odlingar av kokbananer.

## Geografi
Moyogalpa gränsar till kommunen Altagracia i öster och är i övrigt omgärdad av Nicaraguasjön. Kommunens största ort är centralorten Moyogalpa med 2 905 invånare (2005).

## Historia
Moyogalpa var ett av de många indiansamhällen som redan existerade vid tiden för spanjorernas erövring av Nicaragua, och Moyogalpa är listad i befolkningslängderna från 1548 och 1685 med 226 respektive 55 invånare. Moyogalpa förlorade därefter sin självständiget, då hela ön blev en gemensam pueblo. År 1853 bröts dock Moyogalpa ut och blev återigen en självständig kommun. Moyogalpa upphöjdes 1999 från en pueblo till rangen av ciudad (stad).

## Religion
Kommunen firar sin festdag den 26 juni till minne av den Sankta Anna. Dagen firas med danser och konsumtion av kakao- och majsdrycker.

## Transporter
Hamnen i Moyogalpa är Ometepe öns huvudförbindelse med omvärlden, med frekventa båtförbindelser med San Jorge på Nicaraguasjöns västra strand.